# Steel Brightblade
Personaje fantástico del mundo de la Dragonlance, creado por Margaret Weis y Tracy Hickman,
Steel Brightblade es el hijo ilegítimo del caballero de Solamnia Sturm Brightblade y la dama oscura Kitiara Uth-Matar.

Steel fue concebido poco antes de la Guerra de la Lanza, cuando los compañeros se separaron para averiguar rumores sobre la guerra que se avecinaba.
Kitiara sedujo a Sturm como una burla, para mancillar su honor, en el viaje que realizaron juntos al norte. 
Tras conseguir su objetivo, Kitiara se separa del caballero de Solamnia y al cabo de los meses se da cuenta de que está embarazada.
Cuando está cerca de dar a luz es ayudada por Sara Dunstan quien se queda con Steel después de que la dama oscura lo abandone para ir en busca de guerra y riquezas.
Steel crece con el corazón dividido entre la luz y la oscuridad.
A temprana edad es reclutado por Lord Ariakan para formar parte de su ejército de caballeros de Takhisis. Aun así nunca deja de tener en el fondo de su ser la bondad y la luz del bien.
Antes de la ceremonia donde se le concedería la visión de la reina oscura, su madrastra Sara, encarga a Caramon Majere (su tío) y a Tanis Semielfo que lo lleven a ver la tumba de su padre, para intentar que abriera los ojos y se apartase de la senda del mal.
No consiguen su propósito como tal, pero en la cámara de la torre del sumo sacerdote el espíritu de Sturm Brightblade le entrega su espada y el collar elfo que le había regalado Alhana Starbreeze.
Durante la guerra contra Caos, Steel salva a su primo Palin Majere, aún a riesgo de su propia vida, que está a punto de perder por honor.
Consigue sobrevivir a numerosos peligros, siendo uno de los pocos que traspasa el robledal de Shoikan sin morir en el intento y sale ileso en la conquista de la torre del sumo sacerdote. En dicha batalla, Tanis Semielfo muere protegiéndole.
Tras el ataque de las huestes de Caos, experimenta un gran conflicto interior, donde los espíritus de su padre y su madre pugnan por llevarlo a su lado, Steel consigue hacerse con las riendas de su propia vida y decidir sus actos sin necesidad de que nadie ni nada trate de coaccionarle.
Cuando el mundo se encuentra al borde de la destrucción y las hordas de Caos han aniquilado a casi todos los caballeros de Ansalon, Steel consigue unir en un mismo bando a los caballeros de Takhisis y a los de Solamnia supervivientes para una última lucha, gracias a la cual Caos es derrotado, aunque Steel y todos sus caballeros perecen en la heroica pugna en el Abismo.
Hace gala de su honor y su valentía, siendo digno hijo de Sturm Brightblade, luchando a muerte contra Caos, el padre de todo y nada, en la batalla final, consiguiendo herirlo montado a lomos de Llamarada, su dragón azul, y empuñando la espada familiar de los Brightblade.
Muere como un héroe, y tras la guerra es enterrado como tal en un mausoleo construido por enanos de Thorbardin a las afueras de Solace, donde descansa en un sarcófago de mármol negro al lado del de Tanis el Semielfo, junto con todos los caballeros de Takhisis y Solamnia que murieron combatiendo a su lado.
- Datos: Q2739831